# De La Ghetto

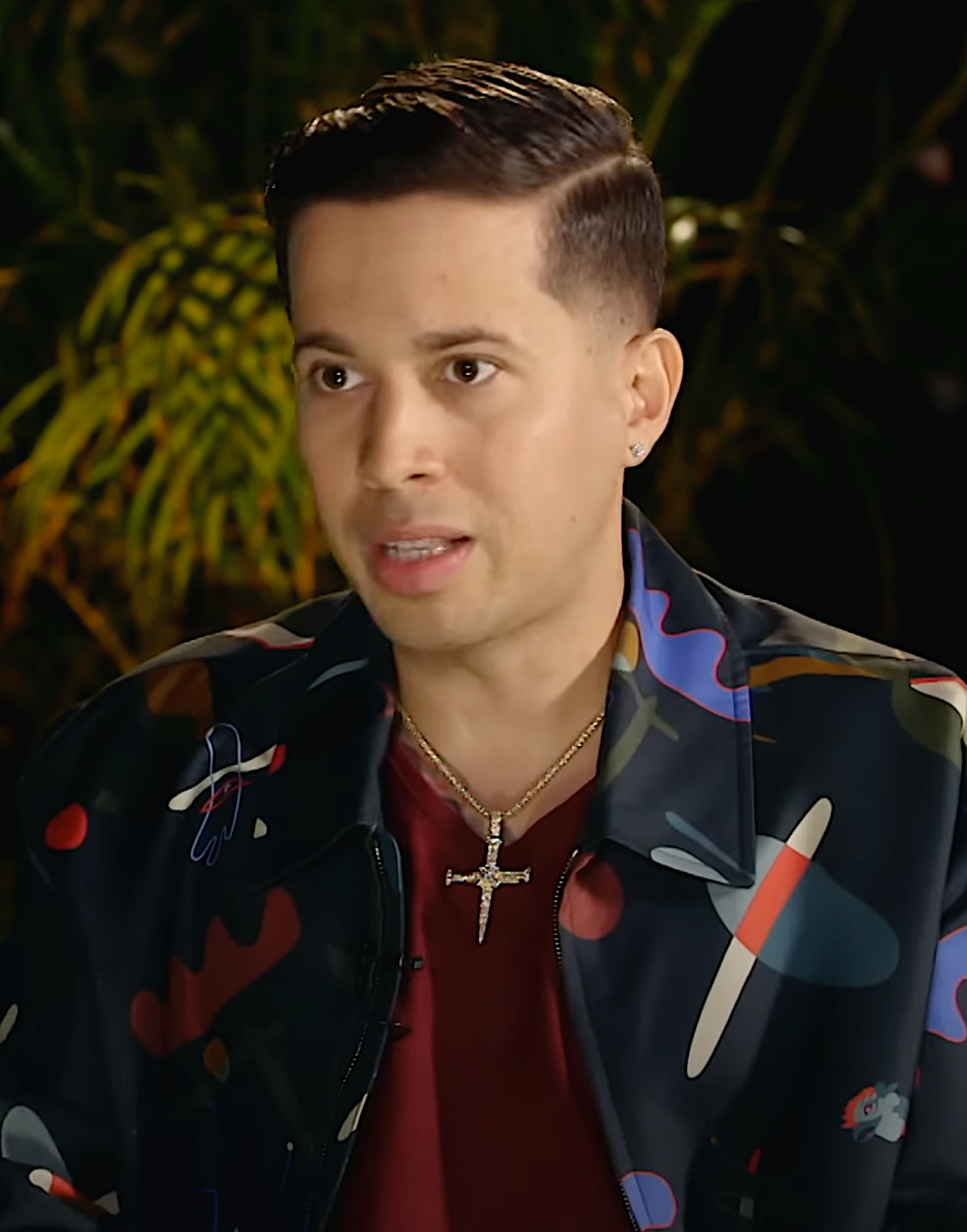
De La Ghetto (2020)

De La Ghetto (* 17. September 1982 in New York; bürgerlich Rafael Castillo) ist ein US-amerikanischer Reggaeton-Musiker.

## Leben
De La Ghetto ist in Seattle aufgewachsen. Sein Vater ist Dominikaner und seine Mutter ist Puerto-Ricanerin. Mit sechs Jahren zogen er und seine Eltern nach Frankreich. Mit zehn Jahren hatte er seinen ersten Kontakt zu Hip-Hop und als sich mit 13 Jahren seine Eltern trennten, zog er mit seiner Mutter nach Puerto Rico, sein Vater blieb in Frankreich. In seiner neuen Heimat faszinierte De La Ghetto der sogenannte Reggaeton. Neben Drogen, Waffen und der täglichen Gewalt (welche er heute auch in seinen Texten verarbeitet) wurde die Musik zu seinem täglichen Begleiter. Auf sogenannten Block-Partys hatte er kleine Auftritte. Als er das Hobby zu seiner Arbeit machen wollte, versuchte er es bei verschiedenen puerto-ricanischen Musiklabels. Da er aber keinen Erfolg hatte, ging er zurück nach New York. Seine Mutter unterstützte ihn, wo sie konnte und gab ihm auch das Geld für die Studioaufnahmen. Dort begegnete er dem damaligen Manager von Dr. Dre, der ihm bei der Promotion half. Nach zwei weiteren Jahren wurde das Label Baby Records von Zion auf ihn aufmerksam. Er nahm ihn unter Vertrag und arbeitete mit ihm an Texten und Musik. Als De La Ghetto mit Zion den Song You’re Body produzierte, startete seine Karriere.

## Arcangel y De La Ghetto
Am Anfang seiner Karriere schloss sich De La Ghetto mit Arcángel zu dem Duo Arcángel y De La Ghetto zusammen. Dadurch bekam seine Karriere Auftrieb und mit Songs wie Traficando wurden sie in der Karibik sehr bekannt. Im Jahre 2006 trennte sich das Duo in einem heftigen Streit, da Arcangel mehr Geld für sich beanspruchte. 2008 versöhnten sich die beiden wieder und veröffentlichten das Album Los Benjamins: Reloaded, danach beschlossen sie getrennt ihre Karriere fortzusetzen.

## Zusammenarbeit mit Daddy Yankee
Seit dem De La Ghetto 2008 auf dem Remix von Somos De Calle mitwirkte, arbeiten Rafael und Daddy Yankee öfters zusammen wie zum Beispiel auf dem Song La Senal sowie Llegamos A La Disco. Es Ist ein Kollaboalbum geplant das Mitte 2012 erscheinen soll.

## Massacre Musical Inc.
Im April des Jahres 2008 eröffnete De La Ghetto sein eigenes Label Massacre Musical In. auf dem Sublabel von Interscope Records sind u. a. Cosculluela, Alex Kyza und J-Merk unter Vertrag.

## Diskografie

### Studioalben
| Jahr | Titel            | Höchstplatzierung, Gesamtwochen, AuszeichnungChartplatzierungen (Jahr, Titel, Platzierungen, Wochen, Auszeichnungen, Anmerkungen) | Höchstplatzierung, Gesamtwochen, AuszeichnungChartplatzierungen (Jahr, Titel, Platzierungen, Wochen, Auszeichnungen, Anmerkungen) | Anmerkungen                              |
| Jahr | Titel            | Latin | ES | Anmerkungen                              |
| ---- | ---------------- | --- | --- | ---------------------------------------- |
| 2008 | Massacre Musical | Latin46 (2 Wo.)Latin | — | Erstveröffentlichung: 14. Oktober 2008   |
| 2018 | Mi movimiento    | Latin5 (5 Wo.)Latin | — | Erstveröffentlichung: 28. September 2018 |
| 2020 | Los chulitos     | Latin17 (1 Wo.)Latin | ES54 (1 Wo.)ES | Erstveröffentlichung: 28. August 2020    |
| 2023 | GZ               | — | — | Erstveröffentlichung: 30. Juni 2023      |

### Gemeinschaftsalben
- 2006: Arcangel & De La Ghetto – Los Benjamins
- 2008: Arcangel & De La Ghetto – Los Benjamins: Reloaded

### Kompilationen
- 2011: El Jefe de la Versatilidad, Vol. 1
- 2011: El Jefe de la Versatilidad, Vol. 2

### Mixtapes
- 2005: El jefe del bloque
- 2005: The Boss of the Block Vol. 1
- 2006: Massacre Musical: The Mixtape
- 2007: The Boss of the Block Vol. 2
- 2008: El movimiento Vol. 1
- 2010: El movimiento Vol. 2
- 2011: El jefe de la versatilidad
- 2012: Champion Boyz

### Singles als Leadmusiker
| Jahr | Titel Album                     | Höchstplatzierung, Gesamtwochen, AuszeichnungChartplatzierungen (Jahr, Titel, Album, Platzierungen, Wochen, Auszeichnungen, Anmerkungen) | Höchstplatzierung, Gesamtwochen, AuszeichnungChartplatzierungen (Jahr, Titel, Album, Platzierungen, Wochen, Auszeichnungen, Anmerkungen) | Anmerkungen                                                                                              |
| Jahr | Titel Album                     | Latin | ES | Anmerkungen                                                                                              |
| ---- | ------------------------------- | --- | --- | --- |
| 2008 | El Dificil Massacre Musical     | Latin42 (2 Wo.)Latin | — | Erstveröffentlichung: 2008                                                                               |
| 2008 | Tu te imaginas Massacre Musical | Latin33 (9 Wo.)Latin | — | Erstveröffentlichung: 2008                                                                               |
| 2016 | Acércate –                      | Latin33 ×2Doppelplatin · (16 Wo.)Latin                                                                                                   | ES69 Gold · (14 Wo.)ES | Erstveröffentlichung: 16. Juni 2016                                                                      |
| 2017 | Mas que ayer –                  | Latin41 (10 Wo.)Latin | — | Erstveröffentlichung: 10. Februar 2017 mit Arcángel                                                      |
| 2017 | La formula Mi movimiento        | Latin23 ×3Dreifachplatin · (18 Wo.)Latin                                                                                                 | ES65 Gold · (14 Wo.)ES | Erstveröffentlichung: 15. September 2017 mit Daddy Yankee & Ozuna                                        |
| 2018 | Todo El Amor –                  | Latin40 (3 Wo.)Latin | — | Erstveröffentlichung: 29. Juni 2018 feat. Maluma & Wisin                                                 |
| 2020 | +Linda (Remix) –                | Latin43 (8 Wo.)Latin | — | Erstveröffentlichung: 18. September 2020 mit Dalex, Arcángel, Manuel Turizo & Beéle                      |
| 2021 | Cuando Bebe –                   | — | ES94 (1 Wo.)ES | Erstveröffentlichung: 8. Januar 2021 mit Myke Towers, Jay Menez, Lyanno & Kingz Dadd                     |
| 2021 | Se le ve Always Dream           | Latin— ×3DreifachplatinLatin | ES92 Gold · (4 Wo.)ES | Erstveröffentlichung: 12. August 2021 mit Sech, Dalex, Rich Music Ltd. & Justin Quiles                   |
| 2022 | Loco Por Perrearte (Remix) –    | Latin44 Platin · (1 Wo.)Latin | ES— GoldES | Erstveröffentlichung: 3. Juni 2022 mit Rauw Alejandro                                                    |
| 2022 | La Maquina LLNM2                | Latin23 (2 Wo.)Latin | ES79 (2 Wo.)ES | Erstveröffentlichung: 2. Dezember 2022 Anuel AA, Jowell & Randy & De La Ghetto feat. Yailin La Mas Viral |
| 2023 | My Love GZ                      | — | ES37 Gold · (4 Wo.)ES | Erstveröffentlichung: 1. Juni 2023 feat. Quevedo                                                         |
| 2024 | Fardos –                        | — | ES1 ×3Dreifachplatin · (34 Wo.)ES | Erstveröffentlichung: 16. Februar 2024 mit JC Reyes                                                      |

Weitere Singles
- 2005: Sorpresa
- 2005: Siente el boom
- 2006: Sé
- 2006: Traficando
- 2006: Rider Bitch
- 2006: Sensacion del bloque (ES: Gold)
- 2007: Stuntin on the Corner
- 2007: Es dificil
- 2008: Come Out & See
- 2009: Lover
- 2009: Tu eres la mejor
- 2010: Jala gatillo
- 2011: xXx
- 2011: Tu y yo
- 2012: Romper la discoteka
- 2012: Travesuras/Yo quiero un heroe
- 2012: Nuestro combo
- 2015: Dices (US: Platin (Latin))
- 2015: Fronteamous porque podemos (feat. Daddy Yankee, Yandel und Ñengo Flow, US: Platin (Latin))
- 2016: Caile (mit Zion, Bad Bunny, Bryant Myers und Revol, ES: ×2Doppelplatin , US: ×2Doppelplatin (Latin) )
- 2017: Te robo (Remix) (mit Gigolo Y La Exce, Arcángel, US: Platin (Latin))
- 2017: Banda de camion (Remix) (mit El Alfa, Farruko, Villano Sam, Noriel, Zion & Bryant Myers, US: Gold (Latin))
- 2017: Ojala (mit Bryant Myers, Darell & Almighty, ES: Gold, US: Gold (Latin))
- 2018: Miss Lonely (Remix) (mit Sech, Justin Quiles & Dimelo Flow, US: Gold (Latin))
- 2018: Quiere fumar (Remix) (mit Nio Garcia, Casper Magico, Darell, De La Ghetto, Miky Woodz & Almighty, US: Gold (Latin))
- 2020: El que se enamora pierde (feat. Darell, US: Gold (Latin))
- 2020: Mala (Remix) (feat. Pitbull, Becky G)
- 2020: Sube la music (feat. Nicky Jam)
- 2020: La calle (mit Alex Sensation, Myke Towers, Jhay Cortez, Arcángel & Darell, ES: Gold)
- 2021: New calle (feat. Doeman Dyna)
- 2021: Dime si tu (feat. Anonimus, Nicky Jam, Guaynaa, Arcangel, Kevvo)
- 2022: Instagram (Remix) (mit Blessd & Darell, US: Platin (Latin))

### Singles als Gastmusiker
| Jahr | Titel Album                                  | Höchstplatzierung, Gesamtwochen, AuszeichnungChartplatzierungen (Jahr, Titel, Album, Platzierungen, Wochen, Auszeichnungen, Anmerkungen) | Höchstplatzierung, Gesamtwochen, AuszeichnungChartplatzierungen (Jahr, Titel, Album, Platzierungen, Wochen, Auszeichnungen, Anmerkungen) | Höchstplatzierung, Gesamtwochen, AuszeichnungChartplatzierungen (Jahr, Titel, Album, Platzierungen, Wochen, Auszeichnungen, Anmerkungen) | Höchstplatzierung, Gesamtwochen, AuszeichnungChartplatzierungen (Jahr, Titel, Album, Platzierungen, Wochen, Auszeichnungen, Anmerkungen) | Höchstplatzierung, Gesamtwochen, AuszeichnungChartplatzierungen (Jahr, Titel, Album, Platzierungen, Wochen, Auszeichnungen, Anmerkungen) | Höchstplatzierung, Gesamtwochen, AuszeichnungChartplatzierungen (Jahr, Titel, Album, Platzierungen, Wochen, Auszeichnungen, Anmerkungen) | Anmerkungen                                                                                                  |
| Jahr | Titel Album                                  | DE | AT | CH | US | Latin | ES | Anmerkungen                                                                                                  |
| --- | -------------------------------------------- | --- | --- | --- | --- | --- | --- | --- |
| 2007 | Aparentemente La Reunión                     | — | — | — | — | Latin42 (2 Wo.)Latin | — | Erstveröffentlichung: 2016 Yaga y Mackie feat. Arcángel Y De La Ghetto                                       |
| 2014 | Si tú no estas Greatest Hits, Vol. 1         | — | — | — | — | — | ES78 (3 Wo.)ES | Erstveröffentlichung: 13. November 2014 Nicky Jam feat. De La Ghetto                                         |
| 2016 | La ocasión –                                 | — | — | — | — | Latin21 ×8Diamant + Achtfachplatin · (23 Wo.)Latin                                                                                       | ES— PlatinES | Erstveröffentlichung: 16. Februar 2016 DJ Luian & Mambo Kingz feat. De La Ghetto, Ozuna, Arcángel & Anuel AA |
| 2016 | DM –                                         | — | — | — | — | Latin33 (2 Wo.)Latin | — | Erstveröffentlichung: 26. September 2016 Mueka feat. Cosculluela, J Balvin, Arcángel & De La Ghetto          |
| 2018 | 1, 2, 3 –                                    | DE— aDE | AT32 (8 Wo.)AT | CH63 (13 Wo.)CH | — | Latin24 Diamant + Platin · (20 Wo.)Latin                                                                                                 | ES5 ×4Vierfachplatin · (47 Wo.)ES | Erstveröffentlichung: 16. Februar 2018 Sofia Reyes feat. Jason Derulo & De La Ghetto                         |
| 2018 | Ya es hora Index                             | — | — | — | — | — | ES29 Platin · (30 Wo.)ES | Erstveröffentlichung: 16. März 2018 Ana Mena feat. Becky G & De La Ghetto                                    |
| 2018 | Dime –                                       | — | — | — | — | Latin21 Gold · (7 Wo.)Latin | — | Erstveröffentlichung: 23. März 2018 Revol, J Balvin & Bad Bunny feat. Arcángel & De La Ghetto                |
| 2019 | Solo Pienso En Ti Homerun                    | — | — | — | — | — | ES33 Gold · (6 Wo.)ES | Erstveröffentlichung: 14. Mai 2019 Paulo Londra feat. De La Ghetto & Justin Quiles                           |
| 2022 | Si Quieren Frontear Temporada de Reggaetón 2 | — | — | — | — | — | ES4 Platin · (25 Wo.)ES | Erstveröffentlichung: 31. März 2022 Duki feat. De La Ghetto & Quevedo                                        |
| Folgende Lieder erschienen nicht als Single, wurden aber durch das Album zum Download und Streaming bereitgestellt und konnten somit eine Platzierung erlangen: |                                              | | | | | | | |
| |                                              | | | | | | | |
| 2022 | Airbnb Paraiso                               | — | — | — | — | — | ES34 (1 Wo.)ES | Mora feat. De La Ghetto                                                                                      |
| 2023 | Acho PR Nadie sabe lo que va a pasar mañana  | — | — | — | US83 (1 Wo.)US | Latin24 (2 Wo.)Latin | ES22 Gold · (2 Wo.)ES | Charteinstieg: 20. Oktober 2023 mit Bad Bunny, Arcángel & Ñengo Flow                                         |
| 2024 | Tanta droga Sol María                        | — | — | — | — | — | ES54 (1 Wo.)ES | Eladio Carrión feat. Arcángel & De La Ghetto                                                                 |
| 2024 | Flowhot The Academy: Segunda Misión          | — | — | — | — | — | ES69 (1 Wo.)ES | Dímelo Flow, Justin Quiles, Sech, Dalex & Lenny Tavárez feat. Arcángel, De La Ghetto & Randy                 |
| 2024 | Amaneció Buenas noches                       | — | — | — | — | — | ES15 Gold · (6 Wo.)ES | Quevedo feat. De La Rose & De La Ghetto                                                                      |

Weitere Gastbeiträge
- 2016: Un polvo (Maluma feat. Bad Bunny, Arcángel, Ñengo Flow & De La Ghetto, ES: Gold)
- 2017: La ocasión (Remix) (DJ Luian & Mambo Kingz feat. De La Ghetto, Ozuna, Arcángel, Anuel AA, Daddy Yankee, Nicky Jam, Farruko, J Balvin & Zion, US: ×4Vierfachplatin (Latin) )
- 2018: Viajo sin ver (Remix) (Jon Z feat. De La Ghetto, Almighty, Miky Woodz, El Alfa, Noriel, Ele A EL Dominio, Lyan, Juanka El Problematik, Pusho, Jeycyn, US: Gold (Latin))
- 2020: 100 (Los G4, Jhay Cortez & Darell feat. Eladio Carrión & De La Ghetto, US: Gold (Latin))
- 2020: Tócame Anitta (feat. Arcángel & De La Ghetto)
- 2020: Tócame Anitta (feat. Arcángel & De La Ghetto)

## Auszeichnungen für Musikverkäufe
| Silberne Schallplatte - Vereinigtes Königreich - 2023: für die Single 1, 2, 3 Goldene Schallplatte - Chile - 2018: für die Single 1, 2, 3 - 2020: für die Single Solo pienso en ti - Dänemark - 2023: für die Single 1, 2, 3 - Italien - 2018: für die Single 1, 2, 3 - Mexiko - 2018: für die Single 1, 2, 3 - 2025: für die Single Si Quieren Frontear - Portugal - 2022: für die Single 1, 2, 3 - 2022: für die Single Tócame | Platin-Schallplatte - Argentinien - 2018: für die Single 1, 2, 3 - Frankreich - 2023: für die Single 1, 2, 3 2× Platin-Schallplatte - Kolumbien - 2018: für die Single 1, 2, 3 - Mexiko - 2024: für die Single Ultra solo (Remix) - Polen - 2024: für die Single 1, 2, 3 Diamantene Schallplatte - Kolumbien - 2023: für die Single Ultra solo (Remix) |

Anmerkung: Auszeichnungen in Ländern aus den Charttabellen bzw. Chartboxen sind in ebendiesen zu finden.
| Land/RegionAuszeichnungen für Musikverkäufe (Land/Region, Auszeichnungen, Verkäufe, Quellen) | Silber  | Gold       | Platin       | Diamant     | Verkäufe  | Quellen             |
| -------------------------------------------------------------------------------------------- | ------- | ---------- | ------------ | ----------- | --------- | ------------------- |
| Argentinien (CAPIF)                                                                          | —       | —          | Platin1      | —           | 20.000    | Einzelnachweise     |
| Chile (IFPI)                                                                                 | —       | 2× Gold2   | —            | Diamant1    | 550.000   | profovi.cl CL2      |
| Dänemark (IFPI)                                                                              | —       | Gold1      | —            | —           | 45.000    | ifpi.dk             |
| Frankreich (SNEP)                                                                            | —       | —          | Platin1      | —           | 200.000   | snepmusique.com     |
| Italien (FIMI)                                                                               | —       | Gold1      | —            | —           | 25.000    | fimi.it             |
| Kolumbien (ASINCOL)                                                                          | —       | —          | 2× Platin2   | —           | 20.000    | Einzelnachweise     |
| Mexiko (AMPROFON)                                                                            | —       | 2× Gold2   | 2× Platin2   | —           | 380.000   | amprofon.com.mx     |
| Polen (ZPAV)                                                                                 | —       | —          | 2× Platin2   | —           | 100.000   | olis.pl             |
| Portugal (AFP)                                                                               | —       | 2× Gold2   | —            | —           | 10.000    | Einzelnachweise     |
| Spanien (Promusicae)                                                                         | —       | 12× Gold12 | 12× Platin12 | —           | 1.090.000 | elportaldemusica.es |
| Vereinigte Staaten (RIAA)                                                                    | —       | 8× Gold8   | 31× Platin31 | 2× Diamant2 | 3.300.000 | riaa.com            |
| Vereinigtes Königreich (BPI)                                                                 | Silber1 | —          | —            | —           | 200.000   | bpi.co.uk           |
| Insgesamt                                                                                    | Silber1 | 28× Gold28 | 51× Platin51 | 3× Diamant3 |           |                     |